# Biserica de lemn din Ohaba
Biserica de lemn din Ohaba, comuna Bălănești, județul Gorj, a fost construită la începutul secolului XX. Biserica nu se află pe noua listă a monumentelor istorice. 

## Galerie de imagini

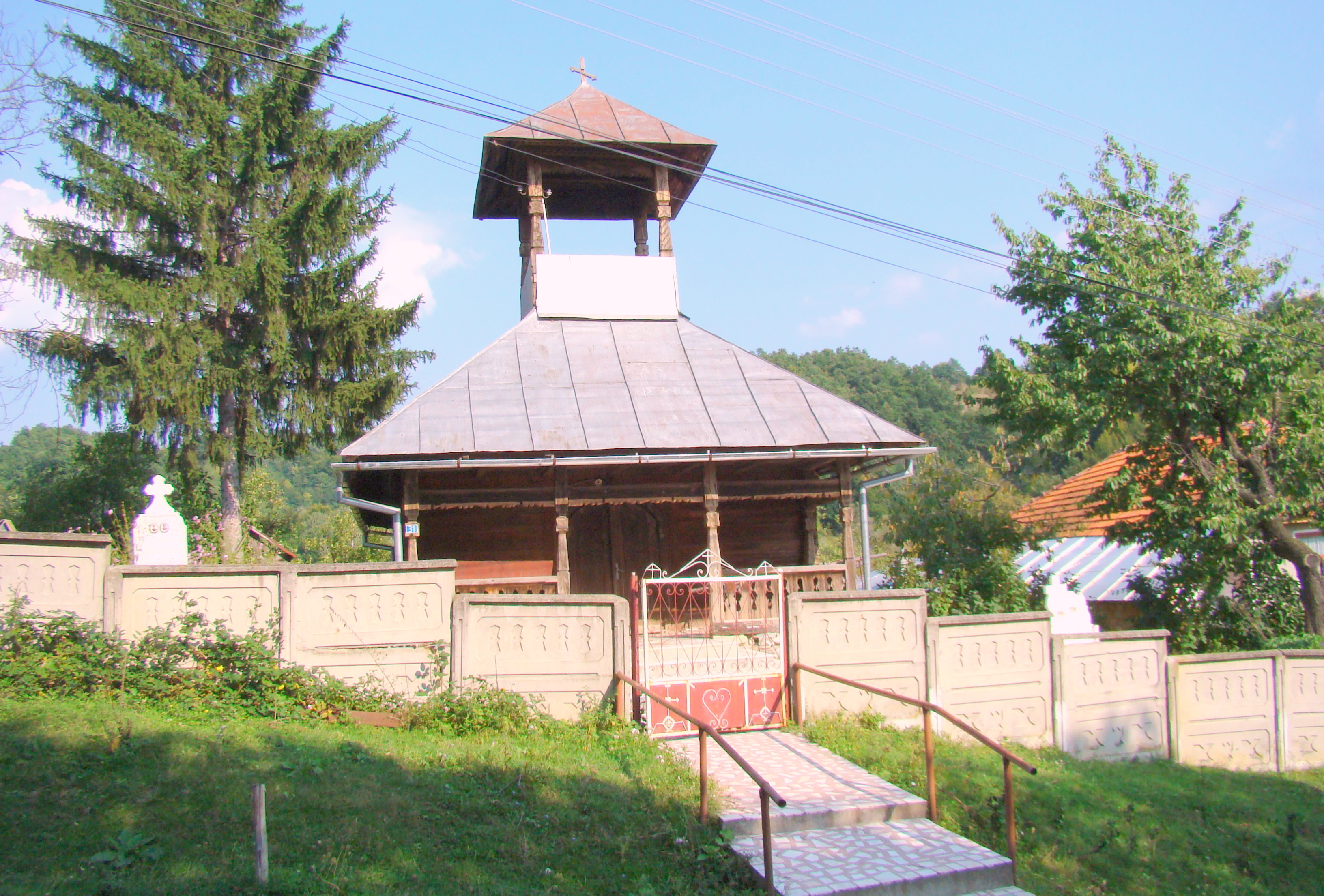
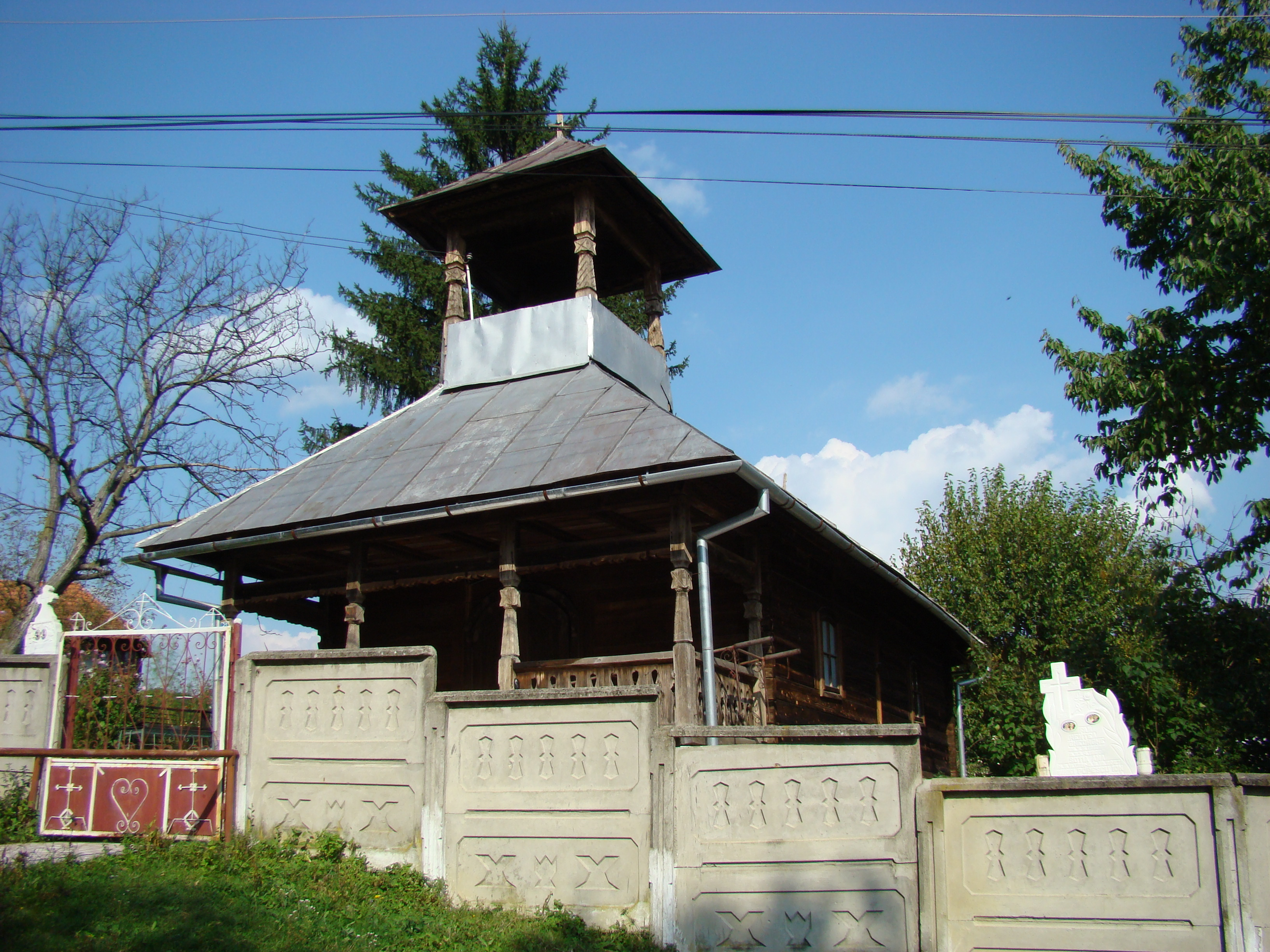
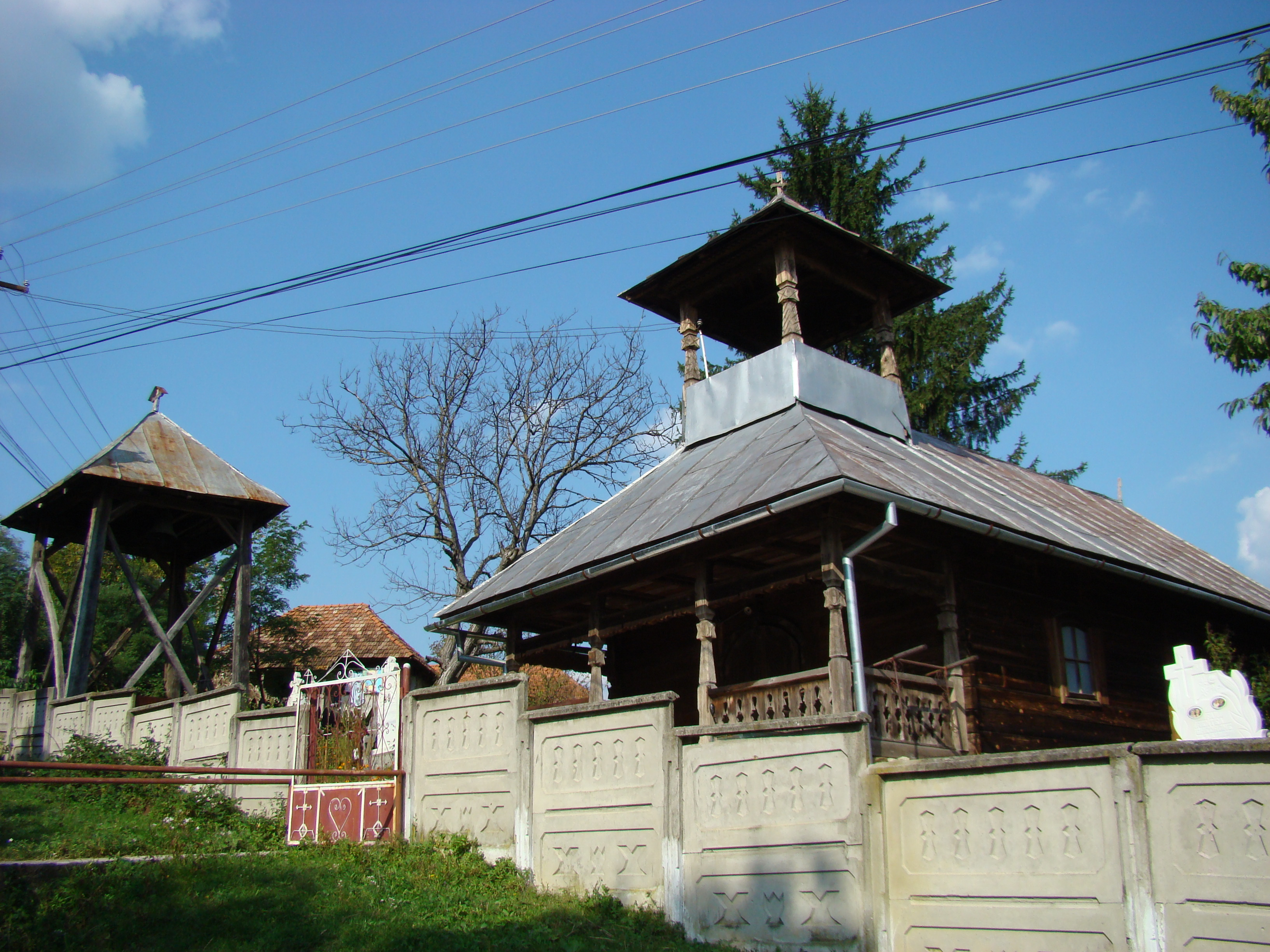
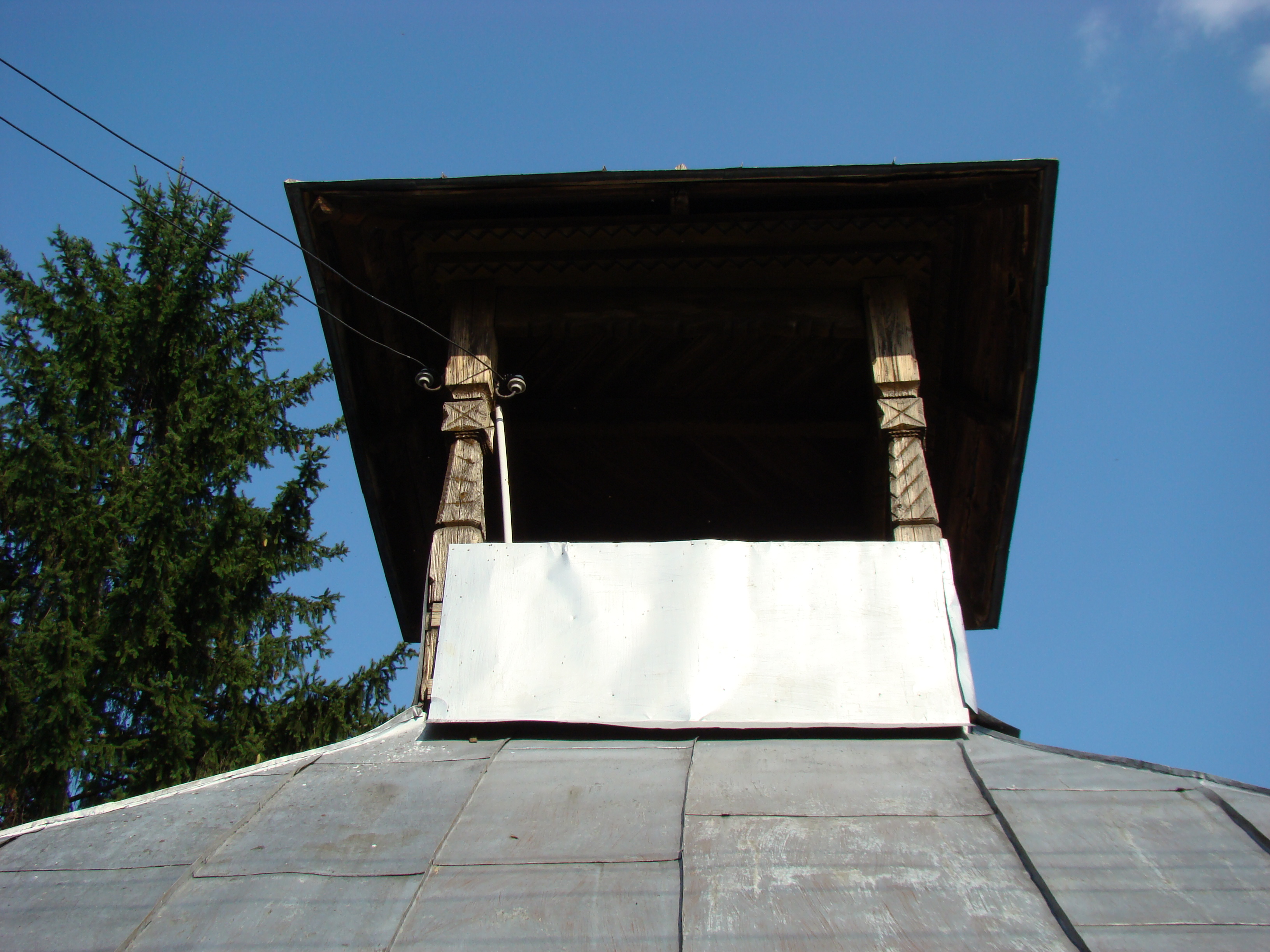
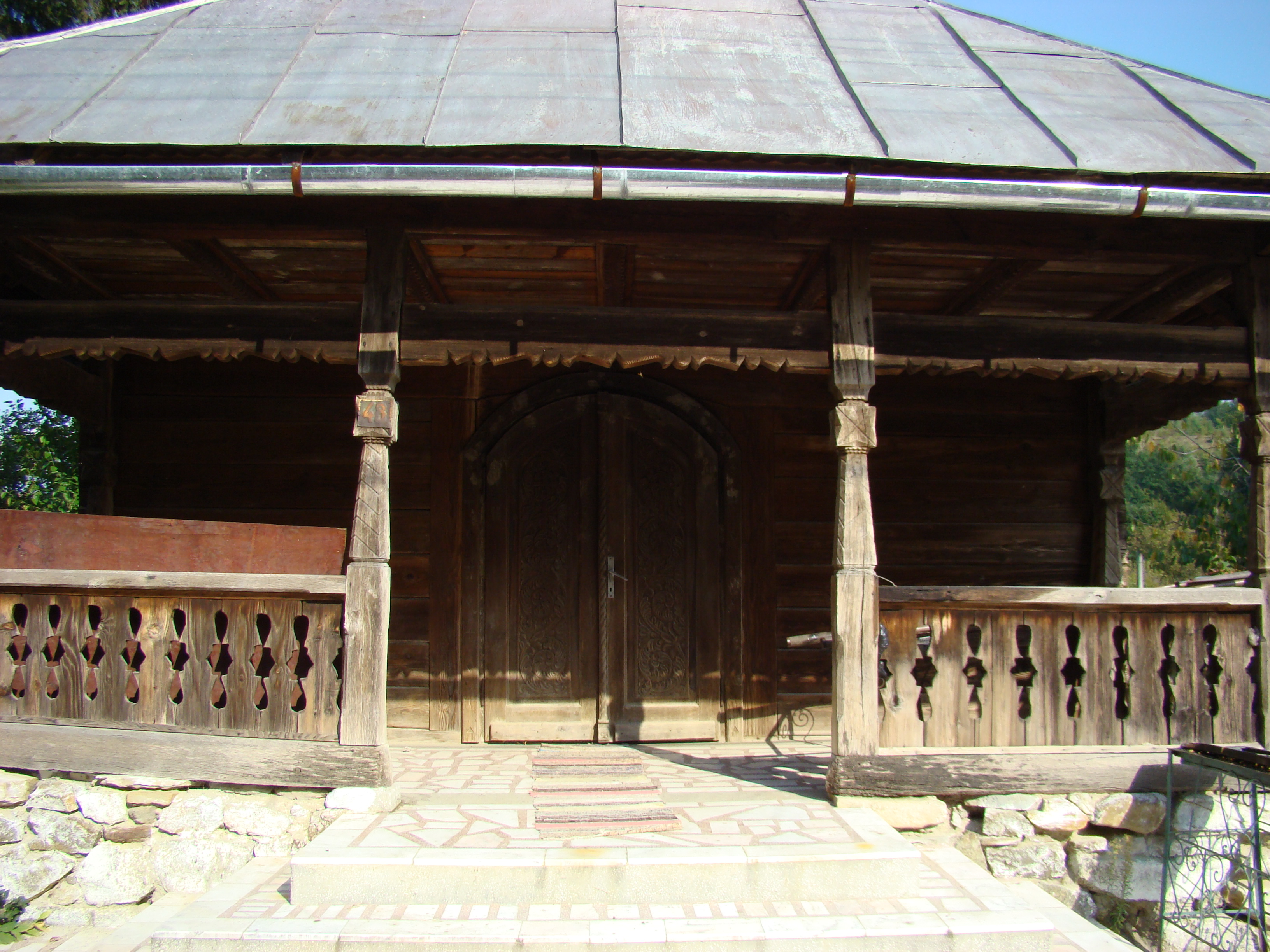
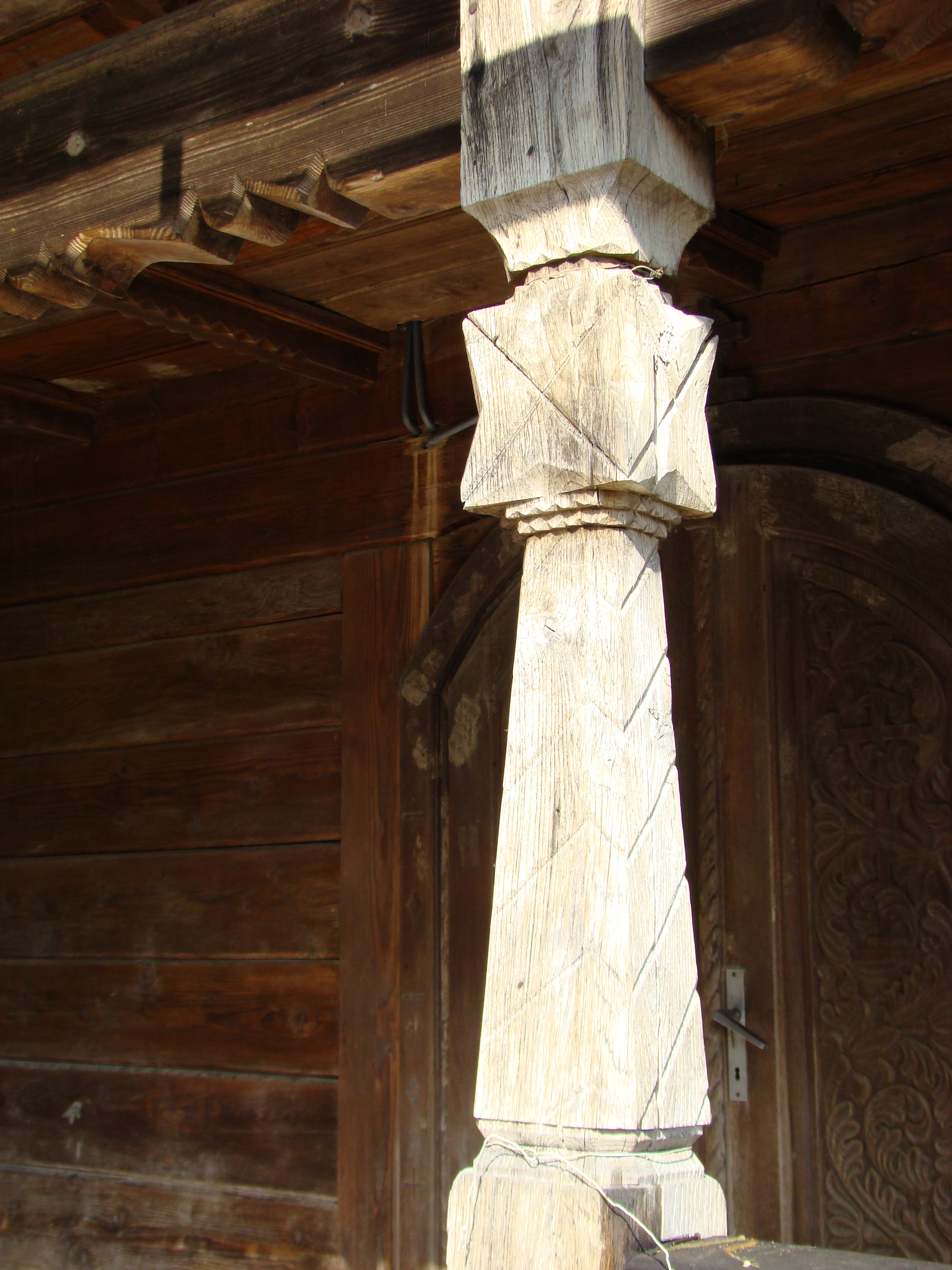
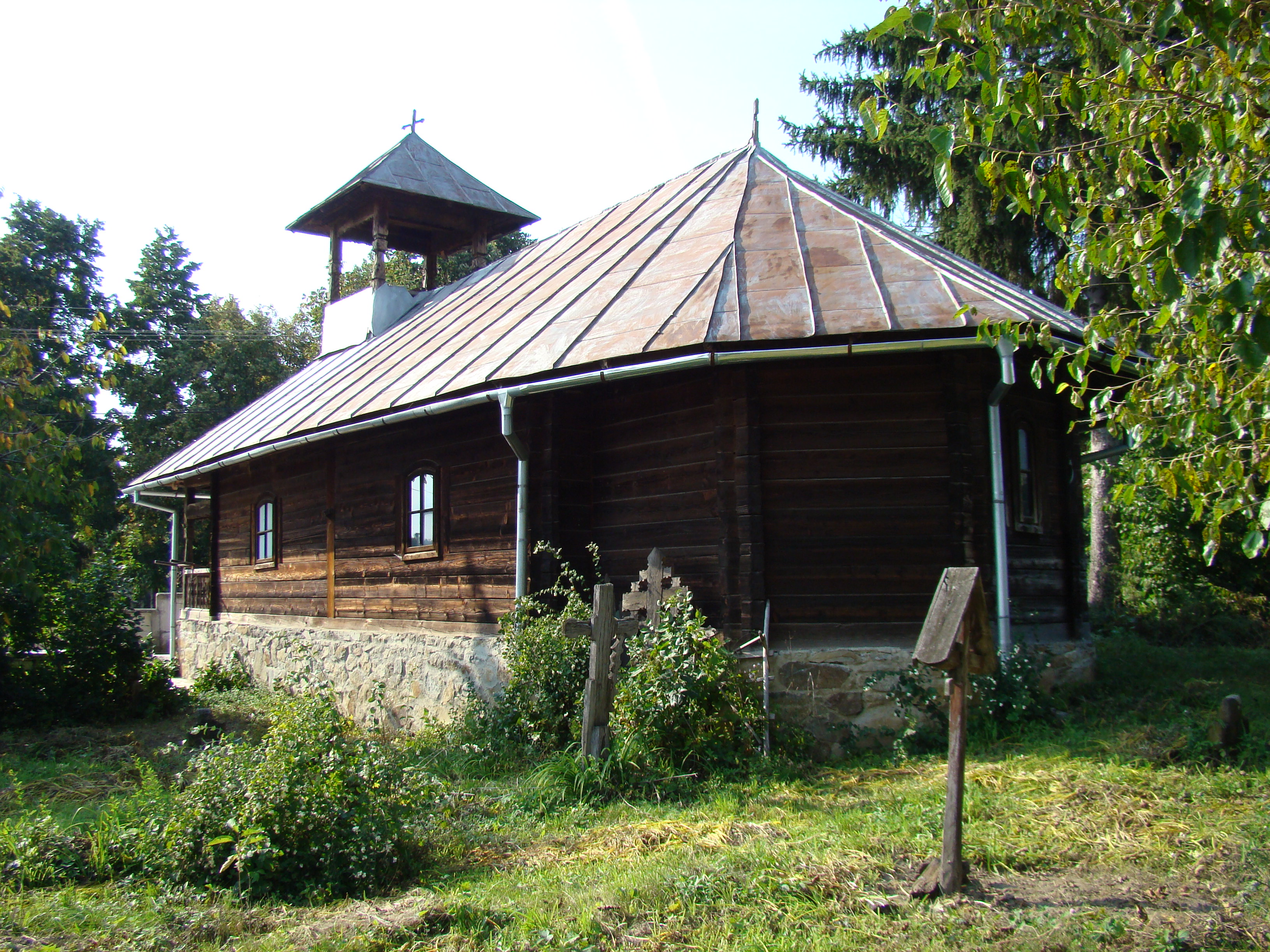
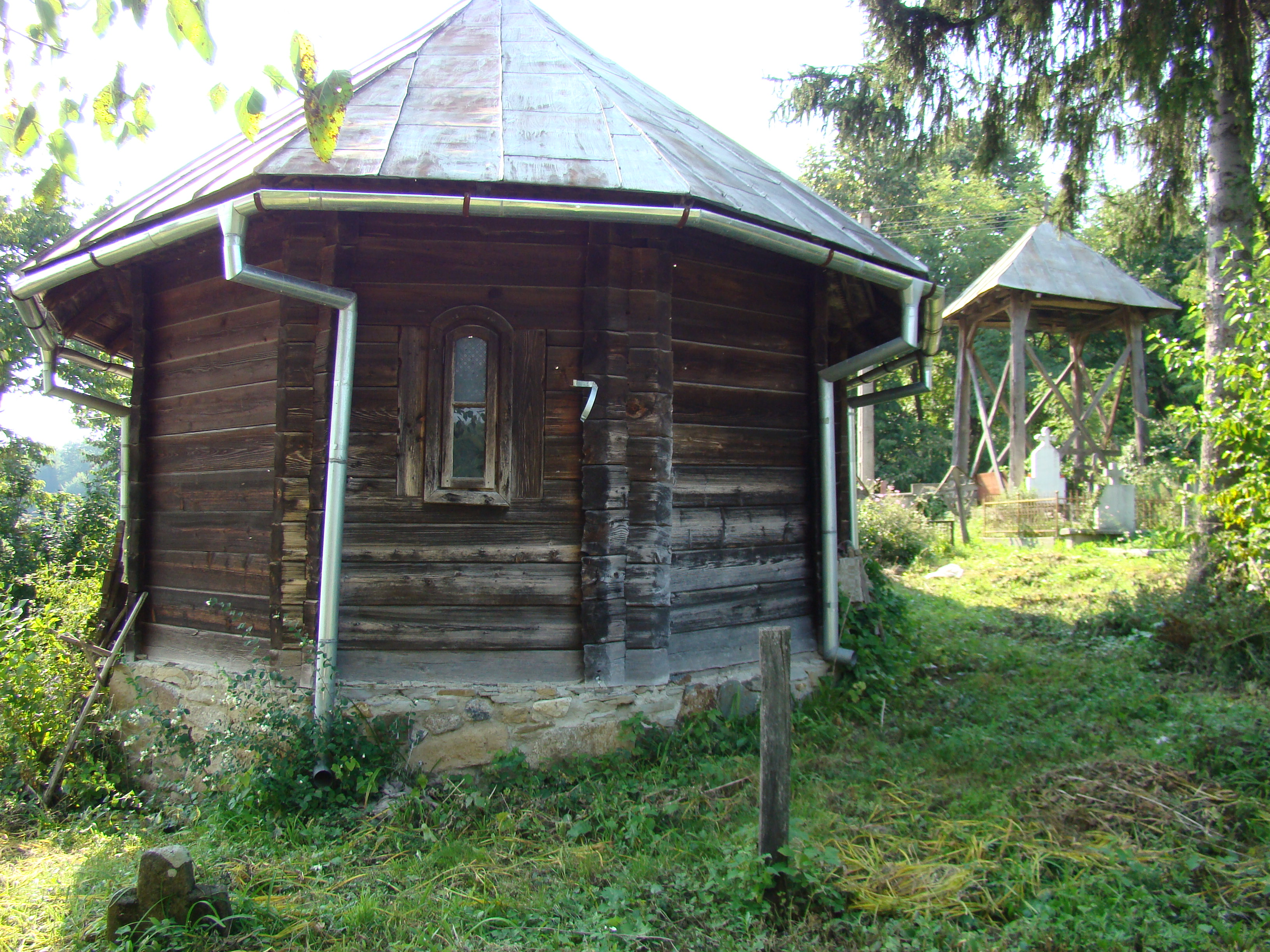
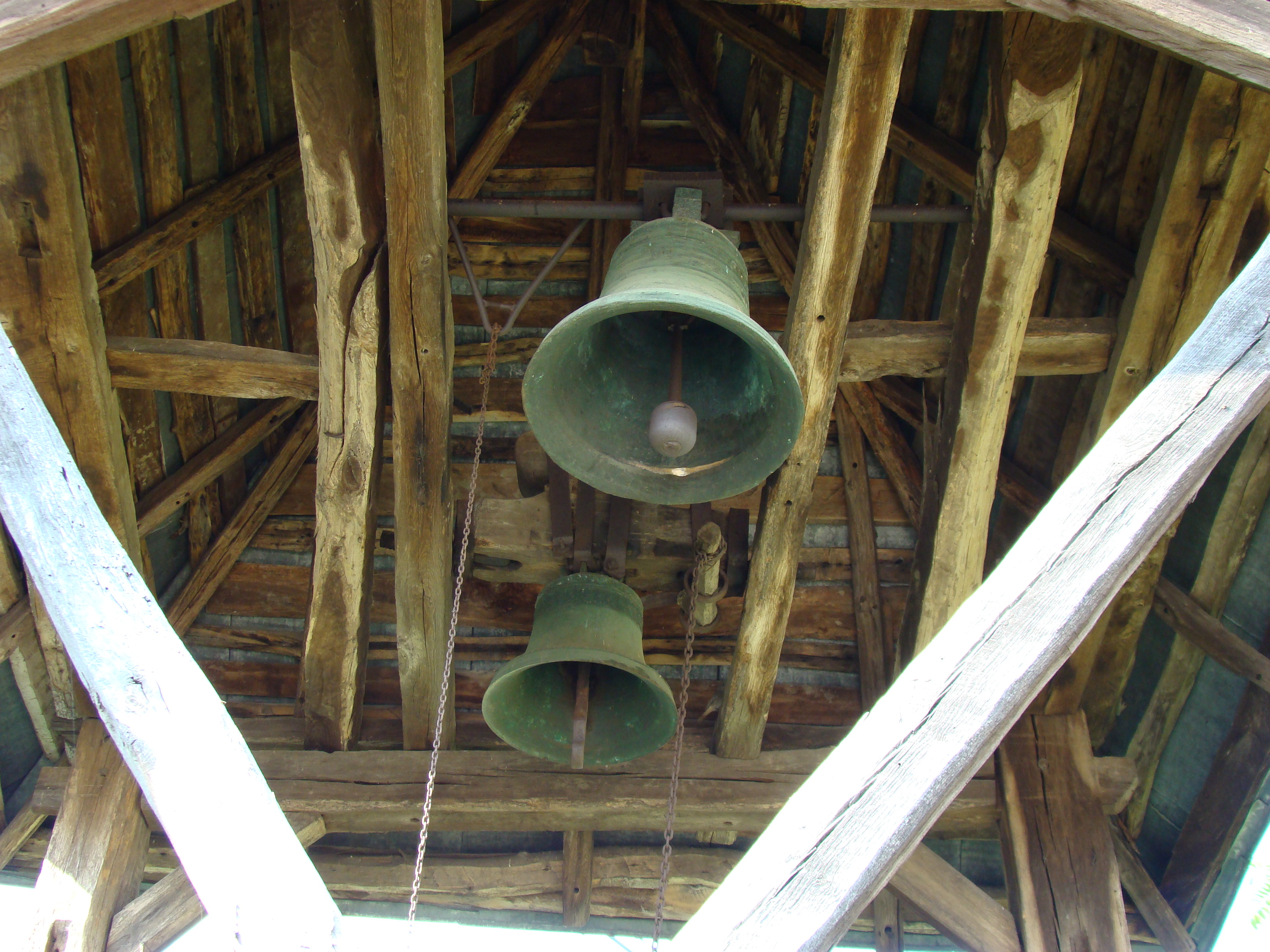
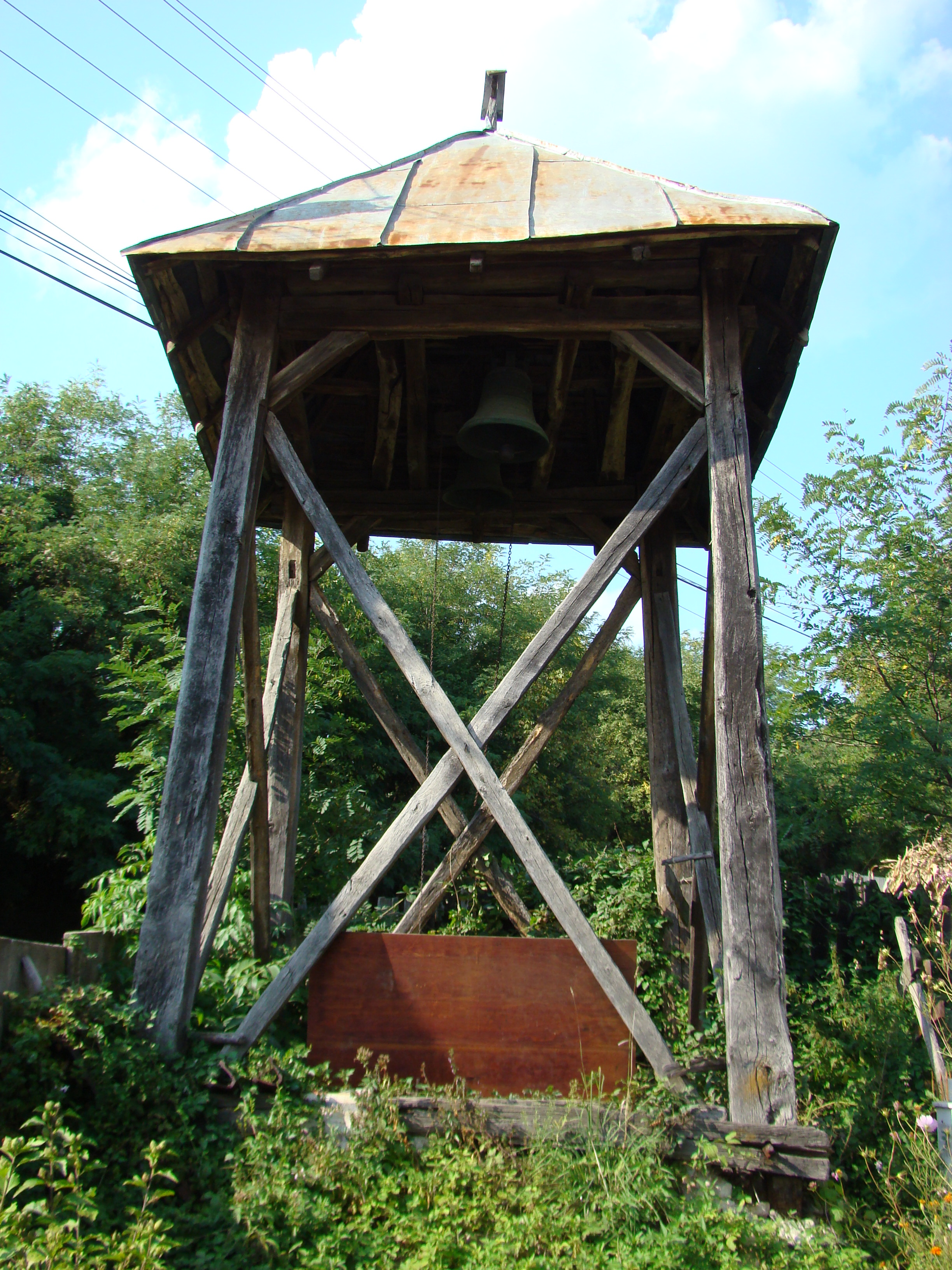